# Robert Atkins
Robert Atkins (Londra, 5 febbraio 1946) è un politico britannico, membro del Partito Conservatore. Ex ministro dello sport nel governo di John Major e più volte sottosegretario di Stato parlamentare, è stato europarlamentare dal 1999 al 2014.

## Biografia
Dopo aver frequentato la Highgate School di Londra, Atkins fu coinvolto nella politica. Nel 1979 fu scelto per il Partito Conservatore alla Camera dei comuni restandone deputato fino al 1997. Dal 1987 al 1989 è stato sottosegretario di Stato parlamentare Ministero del commercio e dell'industria. Nel 1989 e nel 1990 è stato Ministro dello sport e dell'ambiente e successivamente dal 1990 al 1992 di nuovo sottosegretario di Stato parlamentare presso il Ministero della pubblica istruzione. Atkins è membro del Parlamento europeo dal 1999 al 2014.
Nel 1997 Atkins fu nominato Knight Bachelor. Atkins è cittadino onorario della City di Londra.